# Samsung Galaxy S II
Das Samsung Galaxy S II GT-I9100 (kurz Samsung Galaxy S II) ist ein Smartphone von Samsung mit dem Betriebssystem Android. Es wurde auf dem Mobile World Congress 2011 vorgestellt und erstmals am 28. April 2011 in Südkorea verkauft. Es ist das Nachfolgegerät des Samsung Galaxy S. Ein Jahr nach seinem Verkaufsstart waren 28 Millionen Geräte in Umlauf. Sein Nachfolger Samsung Galaxy S III wurde am 3. Mai 2012 in London vorgestellt.
Mit über drei Millionen Vorbestellungen war das Samsung Galaxy S II bis zum Erscheinen des Nachfolgers S III, das nach Angaben des Unternehmens bereits neun Millionen Vorbestellungen vor seinem Verkaufsstart auf sich vereinte, das am häufigsten vorbestellte Android-Handy. Samsung personalisiert die Benutzeroberfläche mit dem hauseigenen TouchWiz-Launcher Version 4, beziehungsweise seit der Firmware-Aktualisierung auf Android 4.1.2 mit TouchWiz Nature UX, dem bisher neuesten Launcher.

## Bildschirm

Rückansicht

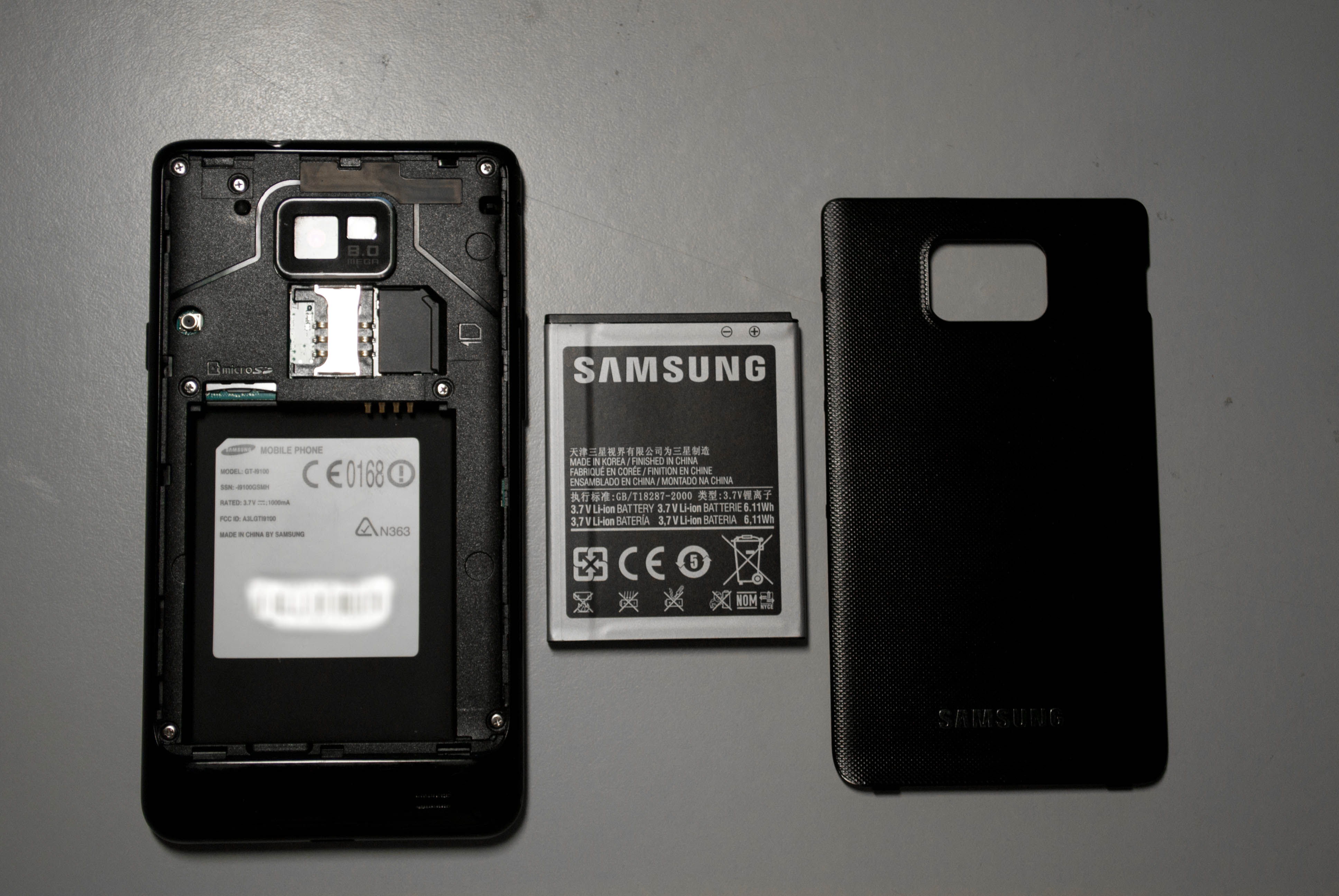
Abdeckung und Akku entfernt

Wie bei Android-Smartphones üblich, wird das Gerät über ein kapazitives Touchscreen-Display bedient. Es hat eine Diagonale von 10,85 cm (4,3 Zoll) bei einer Auflösung von 480 × 800 Pixeln (WVGA). Verwendet wird die von Samsung entwickelte „Super-AMOLED-Plus“-Technik; sie soll eine höhere Farbtreue bei gleichzeitig geringerer Dicke bewirken, außerdem soll die Anzeige energieeffizienter als die der Vorgänger sowie die der konkurrierenden LCDs sein.

## Kamera
Das 8,5 Millimeter dicke Gerät enthält eine 8-Megapixel-Kamera mit einem 1/3.2"-CMOS Sensor mit 3264×2448 Pixeln und einer Pixelgröße von 1.28 µm. Im Gegensatz zum Vorgänger ist ein LED-Blitzlicht für schlechte Lichtverhältnisse eingebaut. Das Gerät kann 1080p-HD-Videos aufnehmen und abspielen, dabei kann während der Wiedergabe mit dem Samsung-Medienplayer auch in das Video eingezoomt werden. Jedoch ist der vierfache Digitalzoom während der Videoaufnahme nur bis zur HD-720p-Auflösung verfügbar. Für Videotelefonie besitzt es zusätzlich eine 1,9-Megapixel-Kamera auf der Vorderseite, welche Videos in einer Auflösung von 720×480 Pixeln aufnehmen kann.

## Prozessoren und Schnittstellen
Für den deutschen Markt wird die von Samsung entwickelte Doppelkern-CPU Exynos S5PV310 mit 1,2 GHz Taktfrequenz verbaut, für einige Teile der Welt sollte alternativ ein Nvidia-Tegra-2-SoC zum Einsatz kommen. Das Smartphone ist mit 1 GB RAM und in der Standardvariante GT-I9100 mit 16 GB internem Flash-Speicher ausgestattet, außerdem ist ein Steckplatz für eine microSD-Karte mit bis zu 32 GB vorhanden. Auch 64-GB-microSD-Karten können eingesetzt werden, sofern diese im Gerät selbst neu formatiert (FAT32) werden.
Neben UMTS und HSPA kann mittels HSPA+ mit einer Datenrate von bis zu 21,6 Mbit/s mobil im Internet gesurft werden. Auch die Verbindung mit einem lokalen WLAN ist möglich; das Gerät unterstützt die Standards 802.11 a, b, g, und n.
Im Galaxy S II ist ein Bluetooth-3.0 Modul verbaut, welches jedoch auch Bluetooth 4.0 kompatibel ist (z. B. mit dem Custom-ROM CyanogenMod 12, was Android 5 entspricht).
Wie sein Vorgänger unterstützt das Galaxy S II das Bluetooth-Profil rSAP (remote SIM Access Profile) zum Betrieb des Telefons an einer dafür geeigneten Kfz-Freisprecheinrichtung, allerdings nur in den Versionen bis Android 2.3.6. Ab Version 4.0.4 ist rSAP wieder verfügbar.
Über einen als Zubehör erhältlichen MHL-Adapter kann das Smartphone an einen Monitor oder Fernseher mit HDMI-Eingang angeschlossen werden.

## Varianten

### Galaxy R
Mit dem Galaxy R (auch Galaxy Z) bot Samsung in Europa eine abgespeckte Variante des Galaxy S II an, in Schweden läuft das Gerät unter der Bezeichnung Galaxy R. Unter anderem hat die Kamera des Galaxy R nur eine Auflösung von 5 Megapixel und kann nur 720p-HD Videos aufnehmen.

### Galaxy S II – GT-I9100G
Neben dem oben beschriebenen Hauptmodell GT-I9100 wurde auch ein abgewandeltes Modell namens GT-I9100G angeboten, welches eine andere CPU und GPU enthält. Tatsächlich ist im Samsung Galaxy S II GT-I9100 eine Samsung-eigene Exynos 4210 SoC-CPU und eine ARM Mali-400-GPU verbaut und im GT-I9100G eine Texas Instruments OMAP4430-CPU und eine PowerVR SGX540-GPU.
Die G-Variante wird von vielen Nutzern sowie verschiedenen Fachmedien als deutlich schlechter bewertet und ist de facto als Verschlechterung („downgrade“) zu bezeichnen.

### Galaxy S II NFC – GT-I9100P
Der Akku des S II NFC besitzt im Gegensatz zu ursprünglichen Variante den Nahfeldfunk NFC (Near Field Communication). Sonst besitzt es die gleiche Hardware wie seine Schwestervariante, das heißt, bei neuen Betriebssystemversionen müssen gegenüber dem I9100G nur das Einstellungsmenü und die Treiber angepasst werden.

### Galaxy S II LTE – GT-I9210
Außerdem existieren Modellvariationen mit LTE-Funkmodul (GT-I9210) und NFC-Modul sowie DMB-Empfang.

### Galaxy S II Plus – GT-I9105
Das Galaxy S II Plus wurde auf der CES 2013 vorgestellt. Anstatt 16 GB hat es nur 8 GB internen Speicher und benutzt eine Broadcom VideoCore IV HW-GPU im Gegensatz zur Mali 400MP im originalen Galaxy S II. Es kommt mit Android 4.1.2 "Jelly Bean" und Samsungs Nature-UX-Oberfläche. Die Oberfläche des mitgelieferten Rückdeckels ist glatt und ähnelt der als „Hyperglaze“ vermarkteten vom Galaxy S3 sowie die gebürstete dunkelblaue Farbvariante „Pebble Blue“. In August 2013 wurde eine Aktualisierung auf Android 4.2.2 ausgeliefert. Das Galaxy S II Plus ist auch in einer Variante mit NFC erhältlich (GT-I9105P).

## Weitere Entwicklung
Ende August 2011 hatte Samsung das Galaxy S II LTE vorgestellt. Neben der Unterstützung des LTE-Standards haben sich auch einige technische Daten geändert. So wurde die Taktfrequenz des Dual-Core-Prozessors auf 1,5 GHz erhöht und der Bildschirm von 10,9 auf 11,4 cm (4,5 Zoll) vergrößert. Außerdem wurde ein NFC-Chip integriert und die Akku-Kapazität auf 1850 mAh erhöht. Dadurch haben sich die Abmessungen und das Gewicht des Smartphones leicht erhöht.
Wegen Patentstreitigkeiten zwischen Apple und Samsung galt in den Niederlanden für das S II ein Verkaufsverbot. Außerdem strebte Apple ein Einfuhrverbot in die EU und das EU-weite Verkaufsverbot der Galaxy-Reihe an.
Zum Verkaufsstart war als Betriebssystem Android in der Version 2.3.3 „Gingerbread“ eingesetzt. Seit Anfang Februar 2012 ist die Version 2.3.6 via Kies und FOTA erhältlich. Im April wurde Android 4.0.3 („Ice Cream Sandwich“) für alle Versionen außer der G-Version des Galaxy S2 veröffentlicht. Für die G-Version ist seit August 2012 Android 4.0.4 verfügbar, seit September 2012 auch für die Version ohne „G“. Seit dem 7. März 2013 ist die Version 4.1.2 alias „Jelly Bean“ verfügbar.
Für das Galaxy S II existieren darüber hinaus inoffizielle Firmware-Versionen, wie CyanogenMod bzw. LineageOS, das ebenfalls auf Android basiert und auch nach dem letzten offiziellen Update von Samsung noch weiterentwickelt wird. Damit ist es beispielsweise möglich, ein auf Android 11.0 basierendes Betriebssystem auf dem Galaxy S II zu installieren.

## Rezeptionen
Die Bewertungen des Galaxy S II waren durchweg positiv. Es wurde von den MWCs Global Mobile Awards als „SmartPhone des Jahres 2012“ ausgezeichnet. Engadget gab dem Gerät 9/10 und nannte es „das beste Android-Smartphone aller Zeiten“ und „möglicherweise das beste Smartphone, Punkt“. CNET UK gab dem Gerät eine positive Bewertung von 4,5/5 und beschrieb es als „eines der dünnsten und leichtesten Handys, die wir je in den Händen halten durften“. TechRadar gab dem Gerät 5/5 Sterne und beschreibt das Gerät als eines, das „2011 eine neue Messlatte für Smartphones gesetzt hat“. Pocketnow war von der Geschwindigkeit des Webbrowsers „beeindruckt“. SlashGear gab an, dass das Gerät „den Maßstab für Smartphones im Allgemeinen setzt“. GSMArena weist auf kleinere Nachteile hin, wie ein „Vollplastikgehäuse“ und das Mobilteil, das „keine dedizierte Kamerataste“ hat, nennt das Mobilteil aber dennoch „absurd leistungsstark“ und kommt zu dem Schluss, „wir können einfach nicht über das neue Samsung-Flaggschiff hinaussehen, wenn wir das ultimative Smartphone nennen sollen.“